# Петров, Дмитрий Юрьевич (переводчик)
Дми́трий Ю́рьевич Петро́в (род. 16 июля 1958, Сталиногорск, Тульская область) — российский синхронный переводчик, профессор Высшей гуманитарной школы КАЗГЮУ. В 2012—2016 годах — телеведущий-учитель реалити-шоу «Полиглот» на телеканале «Культура».

## Биография

### Высшее образование
В 1975 году поступил в Московский государственный институт иностранных языков им. Мориса Тореза (МГПИИЯ) (сегодня — Московский государственный лингвистический университет). По состоянию на март 2015 года, Петров вёл в этом вузе преподавательскую работу на кафедре переводоведения и практики перевода английского языка переводческого факультета.

### Карьера
С января 2012 по июнь 2016 года — телеведущий-преподаватель образовательной программы «Полиглот» на телеканале «Культура». Всего вышло восемь сезонов передачи: по обучению английскому, итальянскому, французскому, испанскому, немецкому, хинди/урду, португальскому и китайскому языкам.
Автор перевода на иностранные языки русских частушек с ненормативной лексикой.
Согласно сообщениям прессы, Дмитрий Петров работал с Михаилом Горбачёвым, Борисом Ельциным, Владимиром Путиным.
В 2019 году на телеканале «Univer» ведёт цикл уроков по изучению татарского языка. Записал цикл аудиокниг об истории языков в цикле лектория «Прямая речь», выпустил книги «Магия слова» и «Язык мира», учебники по самостоятельному изучению английского, немецкого, французского, греческого и испанского языков.

## Владение языками
В интервью, опубликованном в прессе, сообщается, что Дмитрий Петров знаком более чем с 30 языками. По собственным утверждениям, он может читать на 50 языках, однако работает c 8 языками: английским, французским, итальянским, испанским, немецким, чешским, греческим и хинди.
В декабре 2011 года, в рамках нового циклового телевизионного проекта «Тілашар ENTER», созданного по заказу Комитета по языкам Министерства культуры Республики Казахстан, провёл мотивационный курс изучения казахского языка.

## Критика
Дмитрий Петров — противоречивая фигура в сфере языкового образования. Его противоречивые заявления о владении множеством языков (от 8 до 120) и образовательные методики подвергаются критике со стороны как псевдонаучные. Несмотря на сомнения в квалификации, он сохраняет популярность среди широкой аудитории и имеет заметное присутствие в медийном пространстве.

## Личная жизнь
Женат, супруга — Анамика Саксена, уроженка Индии, переводчица. В браке трое детей: сыновья Демьян и Илиан, дочь Арина.

## Награды и премии
- Премия Правительства Российской Федерации в области культуры 2013 года (23 декабря 2013) — за создание телевизионной программы "Полиглот"[14]